# Finey
Finey (Dhivehi: ފިނޭ) is een van de bewoonde eilanden van het Haa Dhaalu-atol behorende tot de Maldiven.

## Demografie
Finey telt (stand maart 2007) 258 vrouwen en 241 mannen.